# 바보바보
바보바보는 이외수의 산문집이다. 이외수가 쓰고 전태영이 그렸다.
일부 그릇된 사회의 비판과 풍자적 내용이 담겨있다.

## 일부 예분
…욕을 많이 얻어먹는 사람은 오래 산다는 속담이 있다. 분명히 악인이 만들어낸 속담이다. 욕에는 증오가 담겨있다. 증오가 담겨있는 언어는 음식물도 빨리 부패시킨다. 그런데 욕을 많이 얻어먹는 사람이 오래 살 수 있겠는가.…

## 같이 보기
- 이외수
- 훈장 (소설)
- 꿈꾸는 식물
- 하악하악
- 칼 (소설)
- 장외인간
- 벽오금학도
- 청춘불패
- 글쓰기의 공중부양